# Ricanula opistholeuca
Ricanula opistholeuca är en insektsart som först beskrevs av Jacobi 1916.  Ricanula opistholeuca ingår i släktet Ricanula och familjen Ricaniidae. Inga underarter finns listade i Catalogue of Life.